# Huis Marseille
Huis Marseille is een monumentaal grachtenpand aan de Keizersgracht 401 in Amsterdam. Sinds 1999 fungeert het als het eerste museum in Nederland dat volledig is gewijd aan fotografie als kunstvorm, eveneens genaamd Huis Marseille.
Het museum biedt een gevarieerd tentoonstellingsprogramma en onderscheidt zich door de unieke historische ambiance van de twee zeventiende-eeuwse grachtenpanden. Vele originele details zijn zorgvuldig bewaard gebleven, waaronder rijk gedecoreerde plafondschilderingen, elegant stucwerk, marmeren afwerkingen en een karakteristieke Louis XIV-stijlkamer met een opvallend rood interieur. 
Huis Marseille wijkt af van de traditionele 'white cube'-opzet. De authentieke, lichte ruimtes versterken de presentatie en beleving van de fotowerken. Daarnaast beschikt het museum over een fotografiebibliotheek, een gespecialiseerde fotoboekenwinkel, en een grachtentuin met een historisch tuinhuis.
De kunstzinnige aard van de fotografie is een centraal thema in Huis Marseille. In een tijd waarin fotografie een alomtegenwoordig en toegankelijk (massa)medium is, blijft fotografie als kunstvorm in beweging. Huis Marseille richt zich op fotografie waarin een artistieke beeldtaal centraal staat, gekenmerkt door een gepassioneerde onderzoeksgeest en avant-gardistische vernieuwing. Daarnaast heeft de fotografie in Huis Marseille maatschappelijke relevantie en biedt het vele raakvlakken met de veranderende geest van de tijd.
Huis Marseille exposeerde onder andere werken van gevierde fotografen als Berenice Abbott, Cy Twombly, Dana Lixenberg, Viviane Sassen, Bernd en Hilla Becher, Edward Burtynsky en Awoiska van der Molen. Daarnaast bezit het museum ook een ruime eigen collectie hedendaagse fotografie, met werken van onder meer Jacqueline Hassink, Anton Corbijn en Sophie Calle.

## Geschiedenis
Het museum Huis Marseille is gevestigd in een monumentaal grachtenpand dat rond 1665 gebouwd werd voor de Franse koopman Isaac Focquier. Op de imposante, classicistische gevel van het pand liet Fouquier een steen aanbrengen met de plattegrond van de Franse havenstad Marseille. Het schip dat hij in Marseille had laten bevrachten en dat hem naar Amsterdam had gebracht, maakte van hem een gefortuneerd man. 
Enkele jaren was hij lid van het Amsterdams 'College van Commercie', waar hij, dankzij zijn ervaring als succesvol koopman, invloed uitoefende op handelskwesties. Zijn bijdrage aan de commissie valt samen met de bouw van zijn huis aan de Keizersgracht, wat zijn status als respectabele man benadrukt. Hij had zich weten te onderscheiden en was doorgedrongen tot de hoogste kringen van Amsterdam, een elite van vermogende, zelfbewuste mannen, bekend van groepsportretten zoals De Staalmeesters van Rembrandt.

## De Huizen
De oorspronkelijke, 17de-eeuwse indeling van het huis is driehonderd jaar later nog grotendeels intact: met een voorhuis, binnenplaats, achterhuis en tuin. 
In de tegenwoordige tuinzaal van het museum hangt een originele plafondschildering uit 1730, die speciaal voor het huis gemaakt is door Jacob de Wit, de belangrijkste decorateur uit de 18de eeuw. Het werk beeldt Apollo af, tronend op de wolken, geflankeerd door Minerva en de negen Muzen. Het plafondstuk bevond zich jarenlang in het Rijksmuseum, maar is in 2004 na een grondige restauratie weer naar de oorspronkelijke locatie teruggekeerd, in bruikleen van het Koninklijk Oudheidkundig Genootschap.
In 2011/2013 werd een uitbreiding gerealiseerd naar het naastgelegen huis aan de Keizersgracht 399, waardoor het museum meer expositieruimte kreeg, alsmede een ruimere bibliotheek en een eigen collectiedepot. In september 2013 vond de eerste tentoonstelling plaats in het verdubbelde Huis Marseille. Het Huis Marseille, Museum voor Fotografie, bestaat sinds de uitbreiding in 2013 uit twee verbonden panden. Beide gebouwen tellen vijf verdiepingen die toegankelijk zijn voor bezoekers, met in totaal veertien verschillende tentoonstellingszalen.
De grootste blikvanger van de uitbreiding is een Lodewijk XIV-stijlkamer uit de vroege 18e eeuw. Gedurende de decennia heeft de kamer verschillende kleuren gekend. Onder de laatste crèmekleurige verflaag werden olijfgroene, aardkleurige en scharlakenrode pigmenten aangetroffen. De laatste rode kleur is in Nederland vrijwel nergens anders in een referentiekamer te vinden. In overleg met Bureau Monumenten en Archeologie is besloten de gedetailleerde rode wand- en plafondlijsten in hun oorspronkelijke staat terug te brengen.

## Tentoonstellingen
Enkele exposities van Huis Marseille waren:
- Awoiska van der Molen: The Humanness of Our Lonely Selves (2024)
- Jeff Cowen: Provence Works (2024)
- Deborah Turbeville: Photocollage (2024)
- Tarrah Krajnak: Shadowings. A Catalogue of Attitudes for Estranged Daughters (2023)
- Variétés. Fotografie en avant-garde: Man Ray, Berenice Abbott, Germaine Krull, Florence Henri en anderen (2023)
- Pérez Siquier: Kleuren en contrasten van Spanje (2023)
- Samuel Fosso (2023)
- Nhu Xuan Hua: Hug of a swan (2022)
- Jochen Lempert: Natural sources (2022)
- Dirk Kome: Vijf lange meden (2022)
- Sabelo Mlangeni: Isivumelwano (2022)
- Dana Lixenberg: Polaroid 54/59/79 (2022)
- Lindokuhle Sobekwa: Umkhondo. Tracing memory (2022)
- Charlotte Dumas: Ao (2021)
- Luc Delahaye: Le Village (2021)
- Sohrab Hura: Spill (2021)
- Vincent Delbrouck: Champú (2021)
- Farah Al Qasimi, Frida Orupabo, Coco Capitán, Myriam Boulos: Infinite Identities (2020)
- Jean-Luc Mylayne: The Autumn of Paradise (2020)
- Deana Lawson (2019)
- Elspeth Diederix: When Red Disappears (2019)
- Berenice Abbott: Portraits of Modernity (2019)
- Helga Paris, Céline van Balen, Esther Kroon & Julie Greve: Futures Past & Present (2019)
- Jacqueline Hassink: Collection (2018)
- Harold Strak & Willem van Zoetendaal: Amsterdam Stuff (2018)
- Joscha Steffens: Teen Spirit Island
- Jamie Hawkesworth: Landscape with Tree (2017)
- Jeff Cowen: Photoworks (2017)
- Eddo Hartmann: Setting the Stage: Pyongyang, North Korea, Part 2
- Dana Lixenberg: Imperial Courts (2016)
- Stephan Shore: Retrospective (2016)
- Cor Jaring: Cor was hier (2015)
- Taco Anema: In Conference. Portraits of Dutch Administrative Boards (2014)
- Apartheid & After (2014)
- Rob Hornstra: Gouden jaren (2013)
- Viviane Sassen: In and out of fashion (2012)
- Yasusuke Ota: The Abandoned Animals of Fukushima (2012)
- Scarlett Hooft Graafland: Soft Horizons (2011)
- First Light: Fotografie & Astronomie (2010)
- Digitaal? Analoog! met fotoveiling ten bate van fotografielaboratorium Aap-lab (2010)
- Edward Burtynsky: Oil (2009)
- Jacqueline Hassink: The Power Show (2007)
- David Goldblatt: Intersections (2007)